# ان‌جی‌سی ۲۶۳
ان‌جی‌سی ۲۶۳ (انگلیسی: NGC 263) یک کهکشان مارپیچی است که در صورت فلکی نهنگ قرار دارد و در سال ۱۸۸۶ توسط فرانسیس لیونورث کشف شد.